# Song Lộc
Song Lộc là một xã thuộc tỉnh Vĩnh Long, Việt Nam.

## Địa lý
Xã Song Lộc có vị trí địa lý:
- Phía đông giáp phường Trà Vinh.
- Phía nam giáp xã Tập Ngãi và Châu Thành.
- Phía bắc giáp phường Nguyệt Hóa và các xã Tân An, Bình Phú.

Xã Song Lộc có diện tích 80,1 km², dân số năm 2025 là 42.628 người, mật độ dân số đạt 532 người/km².

## Hành chính
Xã Song Lộc được chia thành 8 ấp: Khánh Lộc, Láng Khoét, Lò Ngò, Nê Có, Phú Khánh, Phú Lân, Trà Nóc, Trà Uông
Ngày 01 tháng 07 năm 2025, xã Song Lộc được chia thành 22 ấp: Khánh Lộc, Láng Khoét, Lò Ngò, Nê Có, Phú Khánh, Phú Lân, Trà Nóc, Trà Uông, Ba Se A, Ba Se B, Bình La, Bót Chếch, Ô Chích A, Ô Chích B, và Sâm Bua, Chà Dư, Đại Tèn, Hòa Lạc A, Hòa Lạc B, Hòa Lạc C, Ô Bắp, và Tân Ngại.

## Lịch sử
Sau năm 1975, Song Lộc là một xã thuộc huyện Châu Thành Đông.
Ngày 11 tháng 3 năm 1977, Hội đồng Chính phủ ban hành Quyết định 59-CP về việc giải thể huyện Châu Thành Đông sáp nhập xã Song Lộc của huyện Châu Thành Đông vào huyện Càn Long.
Ngày 29 tháng 9 năm 1981, Hội đồng Bộ trưởng ban hành Quyết định 98-HĐBT về việc thành lập huyện Châu Thành trên cơ sở tách xã Song Lộc, Nguyệt Hóa của huyện Càng Long.
Ngày 16 tháng 6 năm 2025, Ủy ban Thường vụ Quốc hội ban hành Nghị quyết số 1687/NQ-UBTVQH15 về việc sắp xếp các đơn vị hành chính cấp xã của tỉnh Vĩnh Long năm 2025. Theo đó, sắp xếp toàn bộ diện tích tự nhiên, quy mô dân số của các xã Lương Hòa, Lương Hòa A và Song Lộc thành xã mới có tên gọi là xã Song Lộc.
Sau khi sáp nhập, xã Song Lộc có 80,1 km² diện tích tự nhiên và dân số 42.628 người.